# Вязовка (приток Тасы)
Вязовка — река в Московской области России, правый приток Тасы.
Длина реки — 14 км. Почти на всём протяжении спрямлена каналом. Равнинного типа. Питание преимущественно снеговое. Замерзает обычно в середине ноября, вскрывается в середине апреля.
Жилых населённых пунктов на реке нет, в верховьях находится разрушенный посёлок Красная Гора. Берега реки заболочены и малолюдны, заросли борами, где изобилуют черника и брусника. Впадает в Тасу на границе с Владимирской областью.